# Eros Zotici
Eros Zotici war ein Koroplast aus der römischen Provinz Dakien, der im 2. oder 3. Jahrhundert tätig war.
Eros Zotici ist nur von Weihinschriften an Iuppiter bekannt, die im heutigen Inlăceni gefunden wurden. Die Inschrift Eros Zotici sig(illarius) weist ihn als Hersteller von Tonstatuetten aus.